# Árvore das virtudes e árvore de vícios

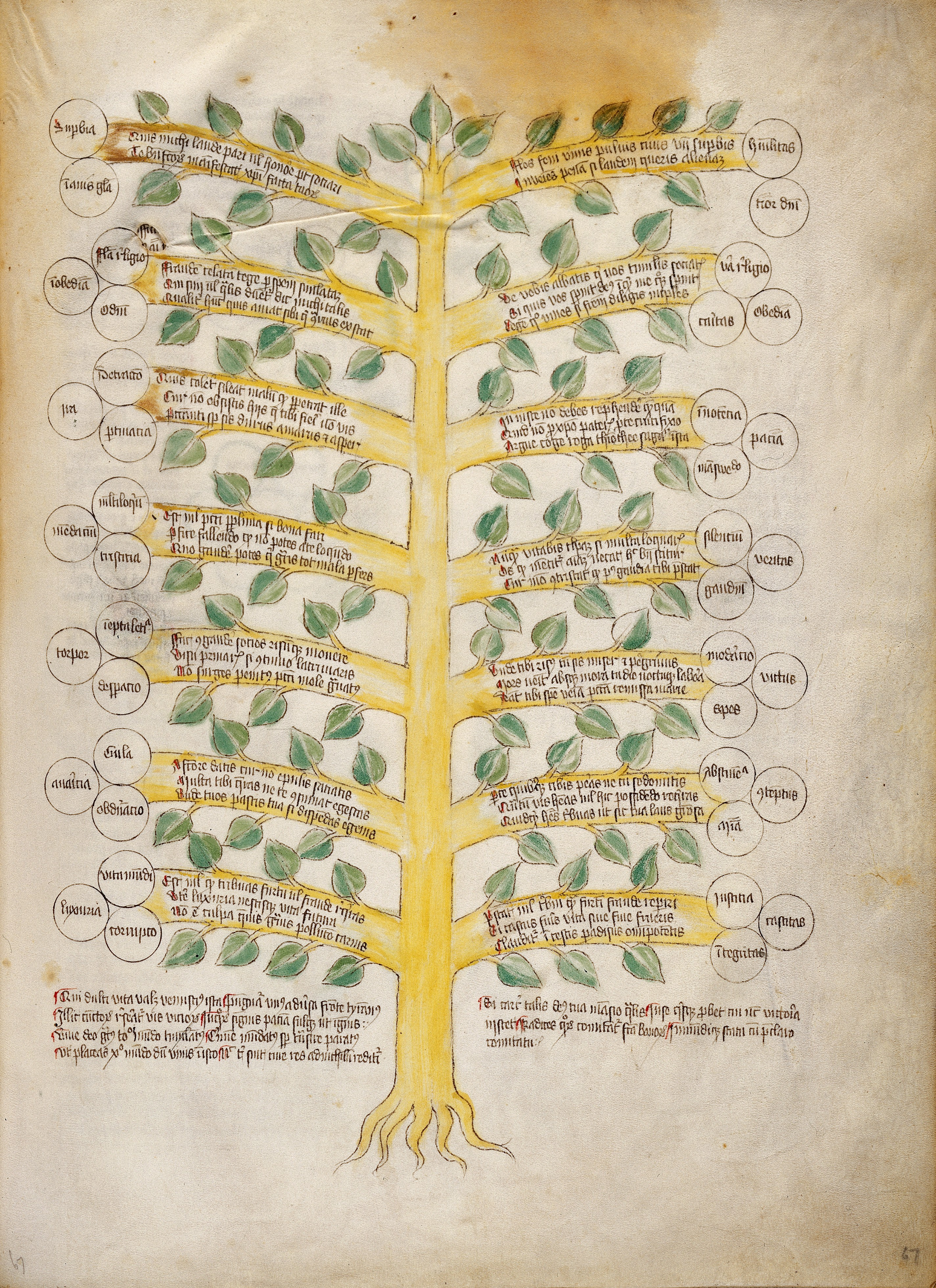
Tinta e aquarela por volta de 1420-30.

Uma árvore das virtudes ( arbor virtutum ) é um diagrama usado na tradição cristã medieval para mostrar as relações entre as virtudes, geralmente justapostas com uma árvore dos vícios ( arbor vitiorum ) onde os vícios são tratados de forma paralela. Juntamente com as árvores genealógicas, esses diagramas se qualificam como um dos primeiros diagramas de árvore explícitos da história, surgindo na Alta Idade Média. 
Aparecendo inicialmente como ilustrações em certos tratados teológicos, o conceito torna-se mais popular no final da Idade Média e também é visto em manuscritos da corte, como o saltério de Robert de Lisle (c. 1310-1340).
Os nós dos diagramas de árvore são as Virtudes Cardeais e os Vícios Cardeais, respectivamente, cada um com um número de virtudes secundárias ou vícios secundários mostrados como folhas dos respectivos nós. Enquanto em uma árvore de virtudes as folhas apontam para cima em direção ao céu, em uma árvore de vícios as folhas apontam para baixo em direção ao inferno. Na raiz das árvores, as virtudes de humilitas "humildade" e o vício de superbia "orgulho" são mostrados como a origem de todas as outras virtudes e vícios, respectivamente. A essa altura, o conceito de mostrar conceitos hierárquicos da filosofia medieval em diagramas também se torna mais difundido. Por exemplo, E.g. ms. Arsenal 1037 (século 14) tem uma árvore da virtude no fol. 4v e uma árvore de vícios no fol. 5r como parte de uma coleção de diagramas sobre vários tópicos.  Neste exemplo, as árvores também são subdivididas em uma estrutura ternária, como segue:
- humilitas radix virtutum
  - I. prudentia (sete sub-virtudes)
  - II. fortitudo (sete sub-virtudes)
  - semita vitalis
    - III. iustitia (sete sub-virtudes)
    - III. temperantia (sete sub-virtudes)
    - fructus spiritus
      - V. fides (sete subvirtudes)
      - VI. spes (sete sub-virtudes)
      - VII. caritas (sete subvirtudes)
- superbia radix vitiorum
  - I. avaritia (sete sub-vícios)
  - II. invidia (sete sub-vícios)
  - semita mortis
    - III. inanis gloria (sete sub-vícios)
    - III. ira (sete sub-vícios)
    - fructus carnis
      - V. gula (sete sub-vícios)
      - VI. acedia (sete sub-vícios)
      - VII. luxúria (sete sub-vícios)

No Renascimento italiano, Pietro Bembo desenvolveu um "esquema moral" semelhante a um fluxograma de pecados punidos no Inferno e Purgatório de Dante. 